# Bunny Godillot
Bunny Godillot, all'anagrafe
Chantal Godillot (Parigi, 2 febbraio 1955), è un'attrice e regista francese.

## Filmografia

### Attrice
- Les Confidences érotiques d'un lit trop accueillant, regia di Michel Lemoine (1973)
- Les Petites Saintes y Touchent, regia di Michel Lemoine (1974)
- A noi due, regia di Claude Lelouch (1979)
- Je vais craquer, regia di François Leterrier (1980)
- Tanguy, regia di Étienne Chatiliez (2001)
- Omar m'a tuer, regia di Roschdy Zem (2011)

### Regista
- Riches, belles, etc. (1998)